# Imám

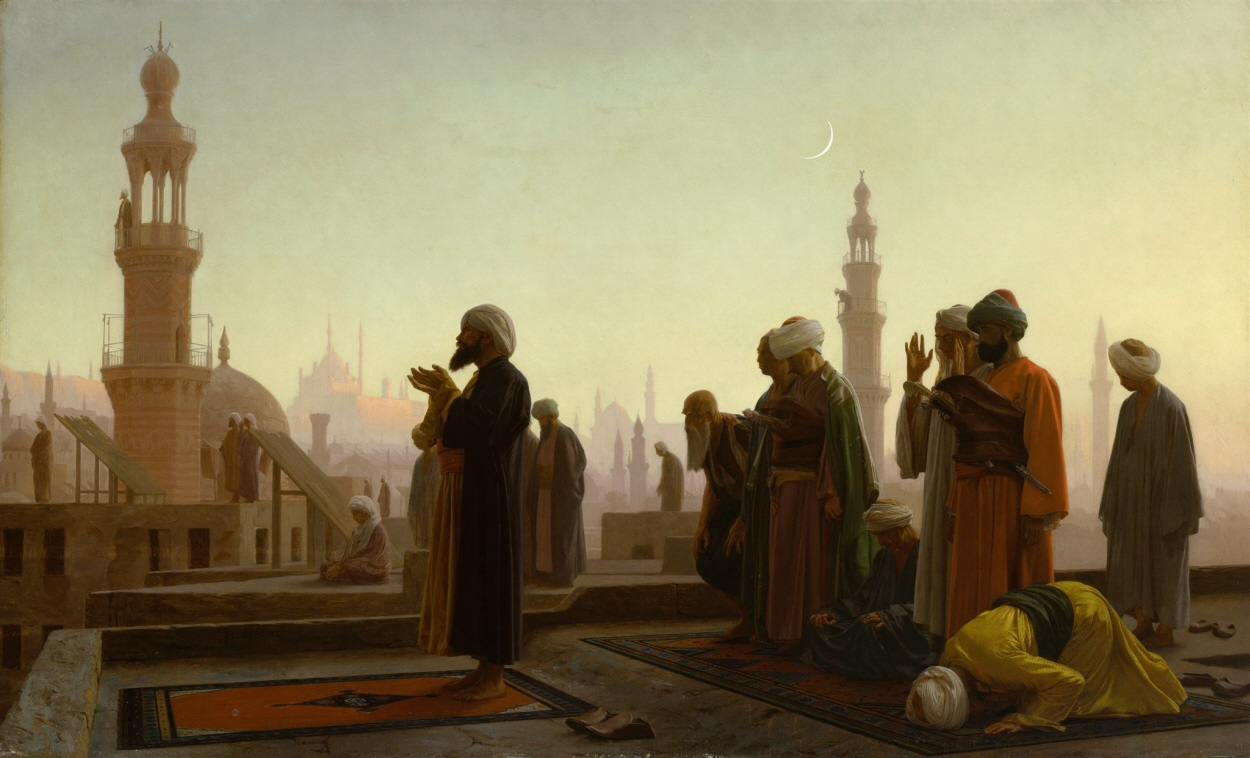
Modlitba imámů v Káhiře (Jean-Léon Gérôme)

Imám (arabsky إمام‎) byl původně titul představeného muslimské obce, později titul všeobecně uznávaného znalce a učitele koránu (asi jako dnešní profesor) – dnes muslimský duchovní, u sunnitů ještě čestný titul zakladatele náboženské nebo právnické školy a u šiítů nejvyšší duchovní představený.
Imám také byl do roku 1962 titul duchovního nebo světského nezávislého arabského vladaře na úrovni knížete.
Sunnité věří, že prorok měl za úkol přijmout zjevení a že byl taktéž pověřen vedením obce, avšak toto bylo po jeho smrti ukončeno. Naproti tomu šíité tvrdí, že vedením obce byl dále pověřen imám.

## Historie imámů
Nauka o imámech hlásá, že prvním imámem a zároveň prorokem byl Adam, dále to byli například Noe, Abrahám, Mojžíš, Ježíš a Muhammad. Dvanáct imámů, kteří žili po Muhammadově smrti, jsou čistě jen imámy a nikoli proroky. Prvním imámem byl v šiitské tradici Alí. Druhým byl jeho syn Hasan, který se nechal uplatit a předal úřad imáma svému bratrovi Husajnovi, jenž je považován za třetího pravověrného imáma. Husajn byl však zajat po bitvě u Karbalá. V zajetí moc života neužil, jelikož byl popraven a jeho hlava vystavena na dvoře Umajovců v Damašku. Čtvrtým imámem byl jeho syn Ali, Zajn al-Ábidín, který přežil jako malý chlapec bitvu u Karbalá. Pátým imámem byl Muhammad al-Bákir, jenž byl stejně jako otec politicky neprůbojný. Nakonec byl otráven. Šestým imámem byl jeho syn Dža'far as-Sádik. Ten je vysoce ceněn, neboť šlo o váženého intelektuála. Šíři jeho znalostí dokládá i skutečnost, že vyučoval Abu Hanafiju či Málika ibn Anase. Období jeho života můžeme rozdělit na dvě etapy. V první etapě si za vlády umajovců upevňoval své postavení a ve druhé etapě za Abbásovců se musel skrývat, neboť byl pronásledován.
Jeho syn Músá al-Kázim se stal sedmým imámem. Po jeho smrti se imamátu ujal jeho syn Alí ar-Ridá, který byl pozván na abbásovský dvůr a byl jmenován korunním princem. Devátým imám je Muhammad at-Takí, který byl synem Ar-Ridy. Byl údajně otráven svou manželkou, dcerou abbásovského chalífy. Desátý imám, Alí al-Hadí, žil v jakémsi domácím vězení, kam byl deportován abbásovským chalifou. Tam žil spolu se svým synem, jedenáctým imámem, jenž na základě této události dostal přízvisko Askarí (armáda). Jmenoval se Hasan al-Askarí. Údajně měl syna imama Muhammada al-Mahdího, který se ztratil a má se znovu objevit. Šíitští dvanáctníci věří, že nezemřel, ale byl ukryt bohem a že je to mahdí, spasitel lidstva a očekávají jeho příchod v soudný den.

## Seznam prvních 12 imámů
Všech 12 prvních imámů pocházelo z kmene Banu Hášim tj. současní Hášimovci
1. Alí - také 4. chalífa, Mohamedův zeť a bratranec
2. Hasan ibn Alí - 2. imám, měl se stát 5. chalífou, syn Alího
3. Husajn ibn Alí - 3. imám, syn Alího
4. Zajn al-Ábidín - 4. imám, syn Husajna
5. Muhammad al-Bákir - 5. imám, syn Zajna
6. Dža'far as-Sádik - 6. imám, syn Muhammada al-Bákira
7. Músá al-Kázim - 7. imám, syn Dža'fara
8. Alí ar-Ridá - 8. imám, syn Músy
9. Muhammad at-Takí - 9. imám, syn Alího ar-Ridy
10. Ali al-Hádí (známý i jako Alí an-Nakí) - 10. imám,
11. Hasan al-Askarí - 11. imám,
12. Muhammad al-Mahdi - 12. imám, syn Hasana al-Askarího.

## Vlastnosti imáma
Šíité argumentují, že úřad imámů je důležitý a oprávněný z těchto důvodů:
1. Imám by měl být autoritou, jež se bude zabývat otázkou a výkladem písma.
2. Imám je potřebný k jednotnému vedení obce (ummy).
3. Společenství potřebuje silného vůdce a nikoli anarchii či diktaturu.

Podle šíitské teologie byl Bůh sám osamělý, a proto vyřkl slovo. Ze slova vzniklo světlo a to se rozdělilo na dvě poloviny. Jednou polovinou byl Muhammad a druhou Alí. Z nich vznikly duše, které obsadily těla a následně vzniklo vše pozemské, materiální.
Úřad imáma má splňovat tři hlavní atributy:
1. Určenost
2. Neomylnost
3. Nejlepší z lidí

Od šestého imáma se traduje nauka, že imám nevolí svého nástupce, ale ten je volen Bohem. Imám se pouze od Boha dozví jméno svého nástupce. Zajímavostí je, že na světě může být v jeden čas pouze jeden imám, takže nástupce se stává imámem až po smrti předchozího.
Problematická byla také otázka zjevení, neboť zjevení příslušelo pouze prorokům, avšak pokud se imám vyjádřil k něčemu, co nebylo v Knize, či hadithech, šlo o tzv. boží našeptávání, neboli nižší zjevení a to bylo nutno akceptovat, neboť imám je neomylný.